# Bellecombe-en-Bauges
Pour les articles homonymes, voir Bellecombe (homonymie).
Bellecombe-en-Bauges est une commune française située dans le département de la Savoie, en région Auvergne-Rhône-Alpes.

## Géographie

### Situation

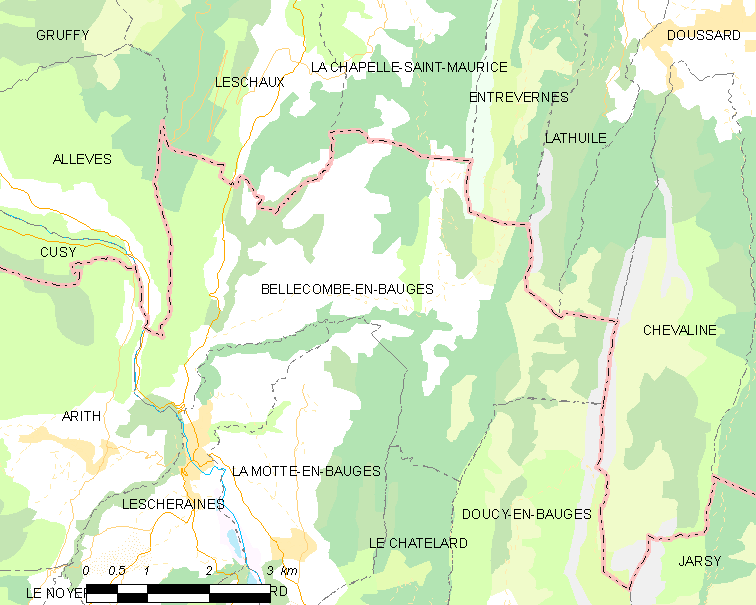
Territoire de Bellecombe-en-Bauges et les communes limitrophes.

Bellecombe-en-Bauges se trouve dans le département français de la Savoie, en région Auvergne-Rhône-Alpes ; elle est limitrophe, au nord, du département voisin de la Haute-Savoie.
La commune est située entre Aix-les-Bains, Chambéry et Annecy. C'est un ancien chef-lieu de canton, qui appartient depuis 2015 au canton de Saint-Alban-Leysse.
La commune regroupe les hameaux de : le Villard Devant, le Villard Derrière, Broissieux, Glapigny, Côte-Chaude, le Mont Devant, le Mont Derrière, Entrêves, le Tabalet, la Charniaz, les Dôdes.
Les principales montagnes qui entourent cette commune sont : le Margériaz, le Colombier, la Dent des Portes, le Semnoz.

### Climat
Pour des articles plus généraux, voir Climat d'Auvergne-Rhône-Alpes et Climat de la Savoie.
En 2010, le climat de la commune est de type climat de montagne, selon une étude du Centre national de la recherche scientifique s'appuyant sur une série de données couvrant la période 1971-2000. En 2020, Météo-France publie une typologie des climats de la France métropolitaine dans laquelle la commune est exposée à un climat de montagne ou de marges de montagne et est dans la région climatique Alpes du nord, caractérisée par une pluviométrie annuelle de 1 200 à 1 500 mm, irrégulièrement répartie en été.
Pour la période 1971-2000, la température annuelle moyenne est de 8,3 °C, avec une amplitude thermique annuelle de 17,2 °C. Le cumul annuel moyen de précipitations est de 1 470 mm, avec 10,4 jours de précipitations en janvier et 9,4 jours en juillet. Pour la période 1991-2020, la température moyenne annuelle observée sur la station météorologique de Météo-France la plus proche, « Lescheraines », sur la commune de Lescheraines à 4 km à vol d'oiseau, est de 9,3 °C et le cumul annuel moyen de précipitations est de 1 363,4 mm,. Pour l'avenir, les paramètres climatiques de la commune estimés pour 2050 selon différents scénarios d'émission de gaz à effet de serre sont consultables sur un site dédié publié par Météo-France en novembre 2022.

### Voies de communication
La commune est traversée par la RD912.

## Urbanisme

### Typologie
Au 1er janvier 2024, Bellecombe-en-Bauges est catégorisée commune rurale à habitat dispersé, selon la nouvelle grille communale de densité à sept niveaux définie par l'Insee en 2022.
Elle est située hors unité urbaine. Par ailleurs la commune fait partie de l'aire d'attraction d'Annecy, dont elle est une commune de la couronne,. Cette aire, qui regroupe 79 communes, est catégorisée dans les aires de 200 000 à moins de 700 000 habitants,.

### Occupation des sols
L'occupation des sols de la commune, telle qu'elle ressort de la base de données européenne d’occupation biophysique des sols Corine Land Cover (CLC), est marquée par l'importance des forêts et milieux semi-naturels (62,4 % en 2018), en diminution par rapport à 1990 (71,4 %). La répartition détaillée en 2018 est la suivante : 
forêts (53,4 %), prairies (36,4 %), milieux à végétation arbustive et/ou herbacée (7,4 %), espaces ouverts, sans ou avec peu de végétation (1,6 %), zones agricoles hétérogènes (1,2 %).
L'IGN met par ailleurs à disposition un outil en ligne permettant de comparer l’évolution dans le temps de l’occupation des sols de la commune (ou de territoires à des échelles différentes). Plusieurs époques sont accessibles sous forme de cartes ou photos aériennes : la carte de Cassini (XVIIIe siècle), la carte d'état-major (1820-1866) et la période actuelle (1950 à aujourd'hui).

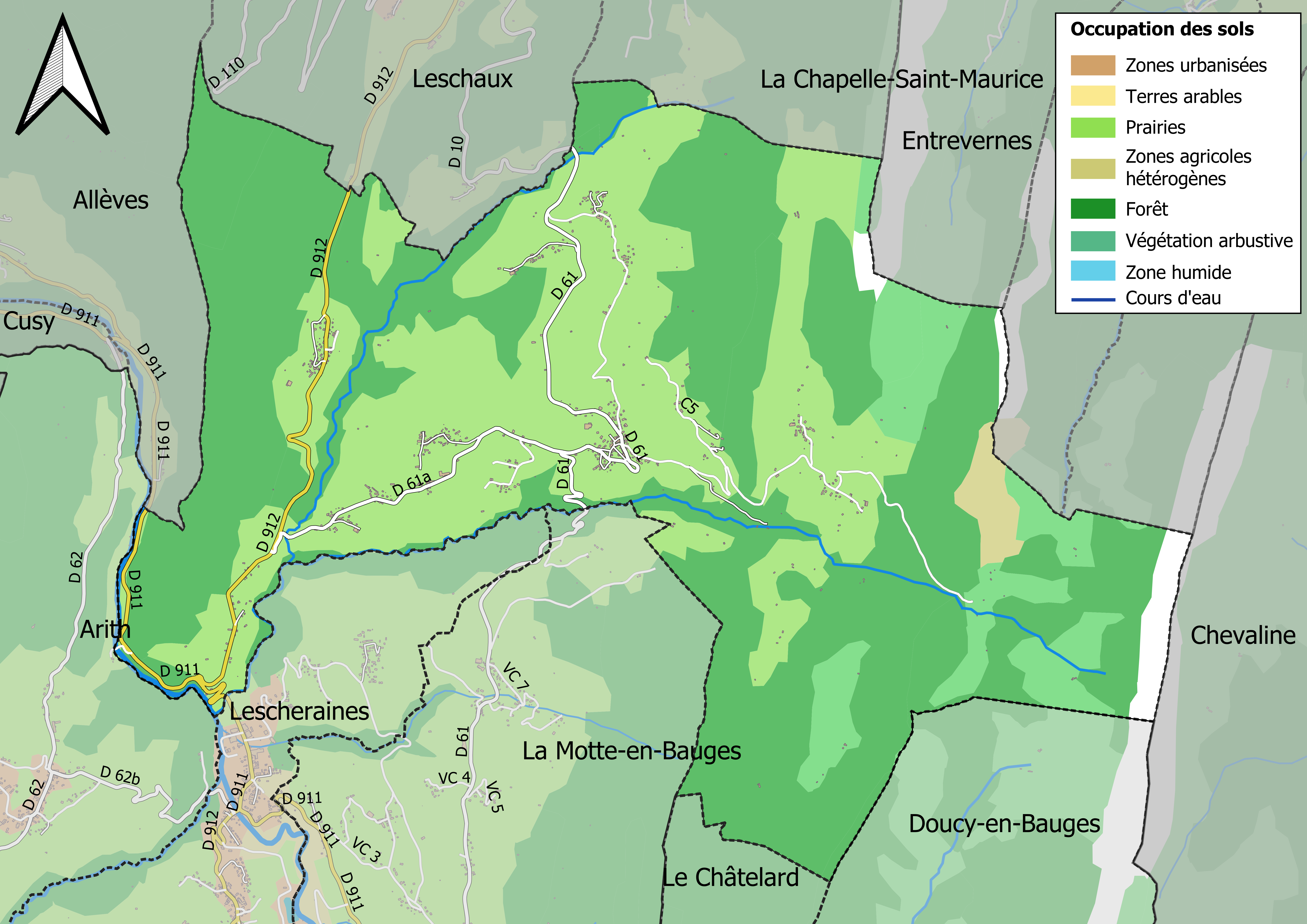
Carte des infrastructures et de l'occupation des sols en 2018 (CLC) de la commune.
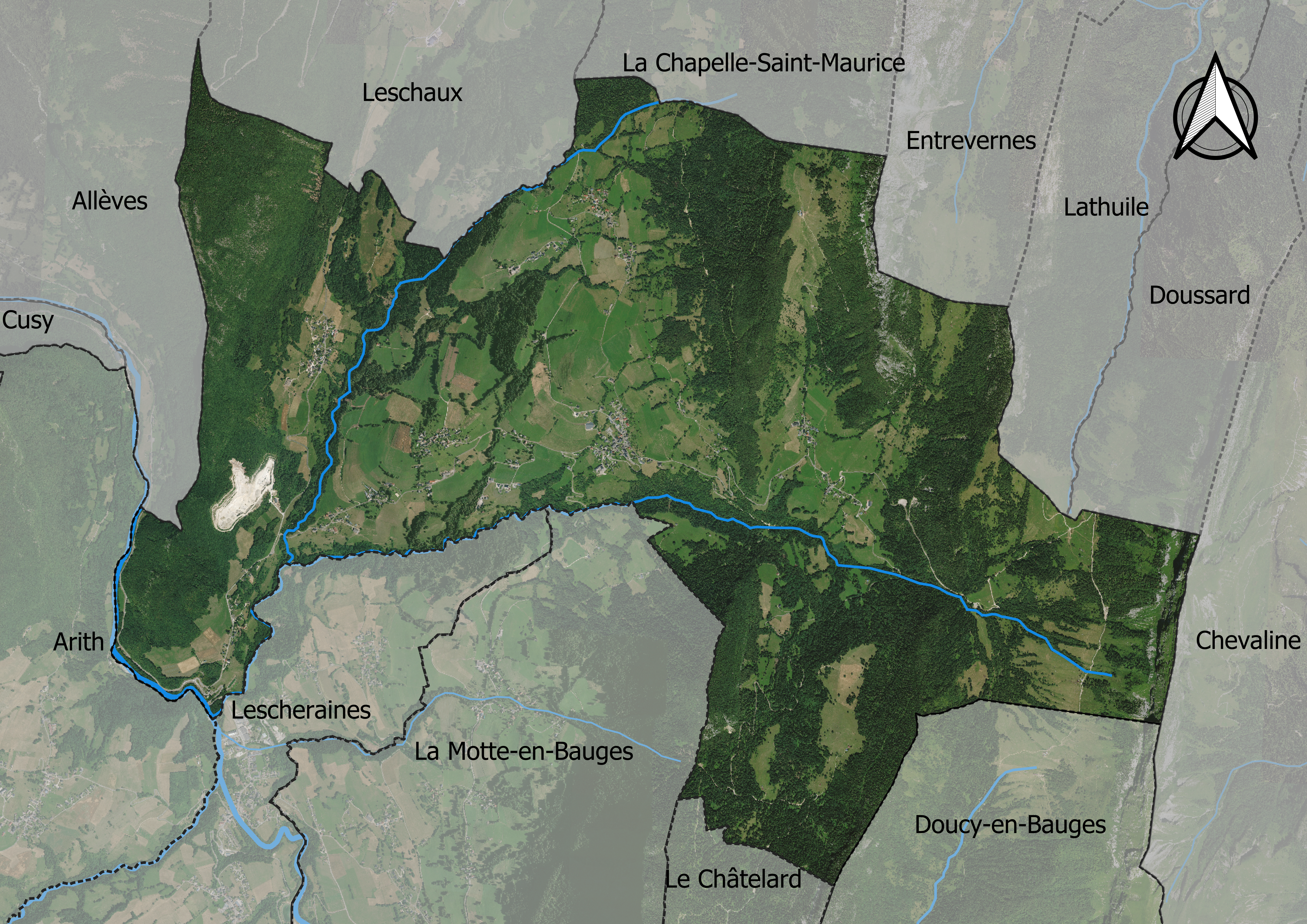
Carte orthophotogrammétrique de la commune.

## Toponymie
Dans les documents médiévaux, Bellecombe-en-Bauges est mentionnée sous les formes suivantes Micoz sacerdos Pulchre Cumbe (1232), Apud Bellamcombam (1357),.
Ernest Nègre considère que le nom est construit, en francoprovençal, à partir de bal « belle » et comba « petite vallée ». Le syntagme prépositionnel correspond au massif des Bauges, permettant de distinguer la commune d'autres communes de la Savoie (Bellecombe-en-Faucigny ou encore Bellecombe-en-Tarentaise).
En francoprovençal, le nom de la commune s'écrit Bèlakonba (graphie de Conflans) ou Bèlacomba (ORB).

## Histoire
De 1952 à 1957, une trentaine d'agriculteurs de la commune ont participé à l'une des 23 zones témoins mises en place par le ministère de l'Agriculture ; en bénéficiant d'engrais, de techniques et de matériels modernes, d'un appui technique, les résultats (doublement du rendement du lait par exemple) servant d'exemples aux autres agriculteurs et favorisant la diffusion de techniques modernes.
Le village possède de nombreux vieux fours à pain qui témoignent des activités passées.

### Administration municipale

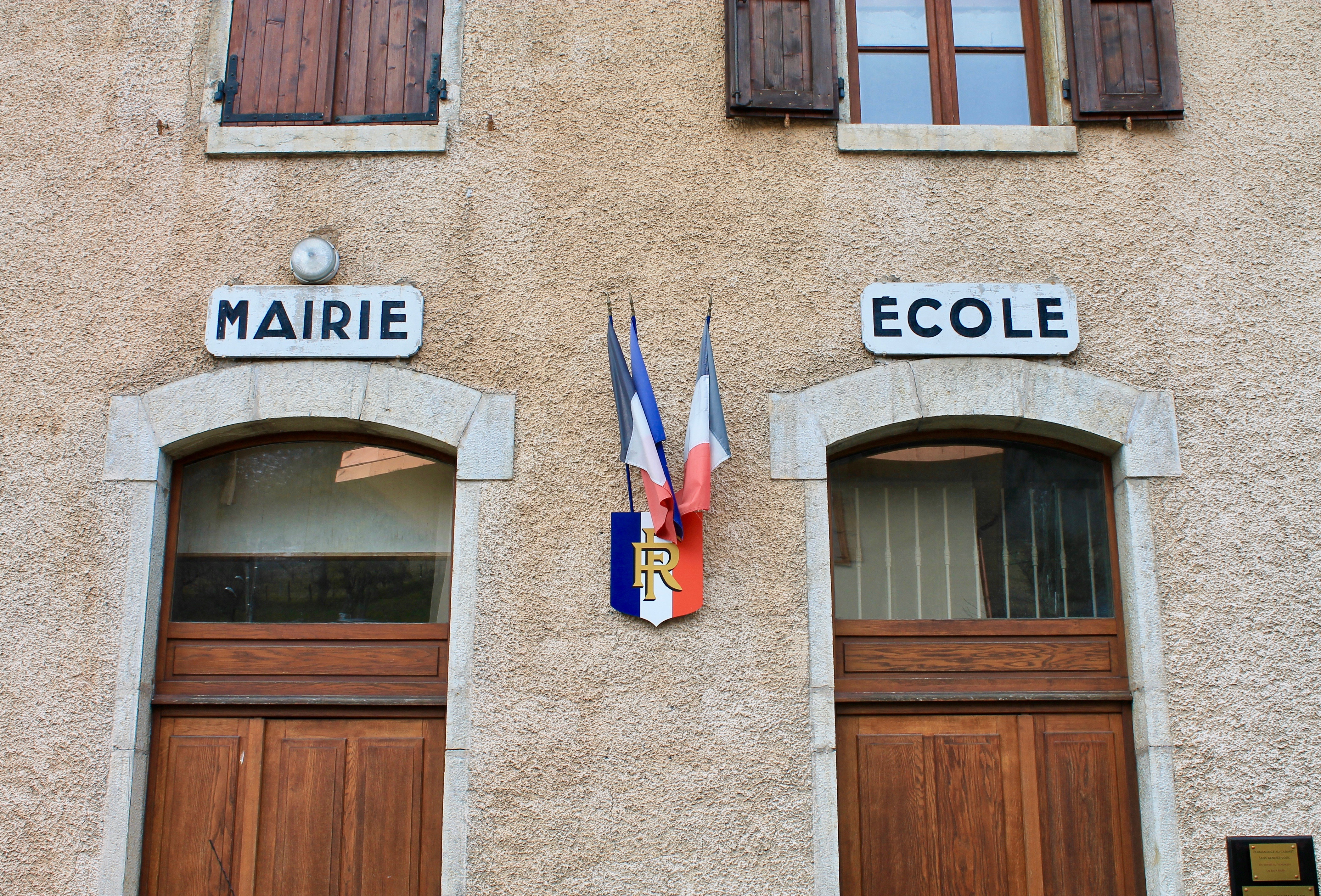
Mairie-école de la commune.

## Politique et administration

### Liste des maires
| Période                                  | Période                 | Identité             | Étiquette | Qualité |
| ---------------------------------------- | ----------------------- | -------------------- | --------- | ------- |
| Les données manquantes sont à compléter. |                         |                      |           |         |
| 1953                                     | 1959                    | Jean-Baptiste Mansoz |           | ...     |
| mars 1971                                | mars 2014               | Bernard Beccu        | ...       | ...     |
| mars 2014                                | mars 2020               | Jean-Luc Berthalay   |           |         |
| mars 2020                                | En cours (au juin 2020) | Eric Delhommeau      |           |         |

## Population et société

### Démographie

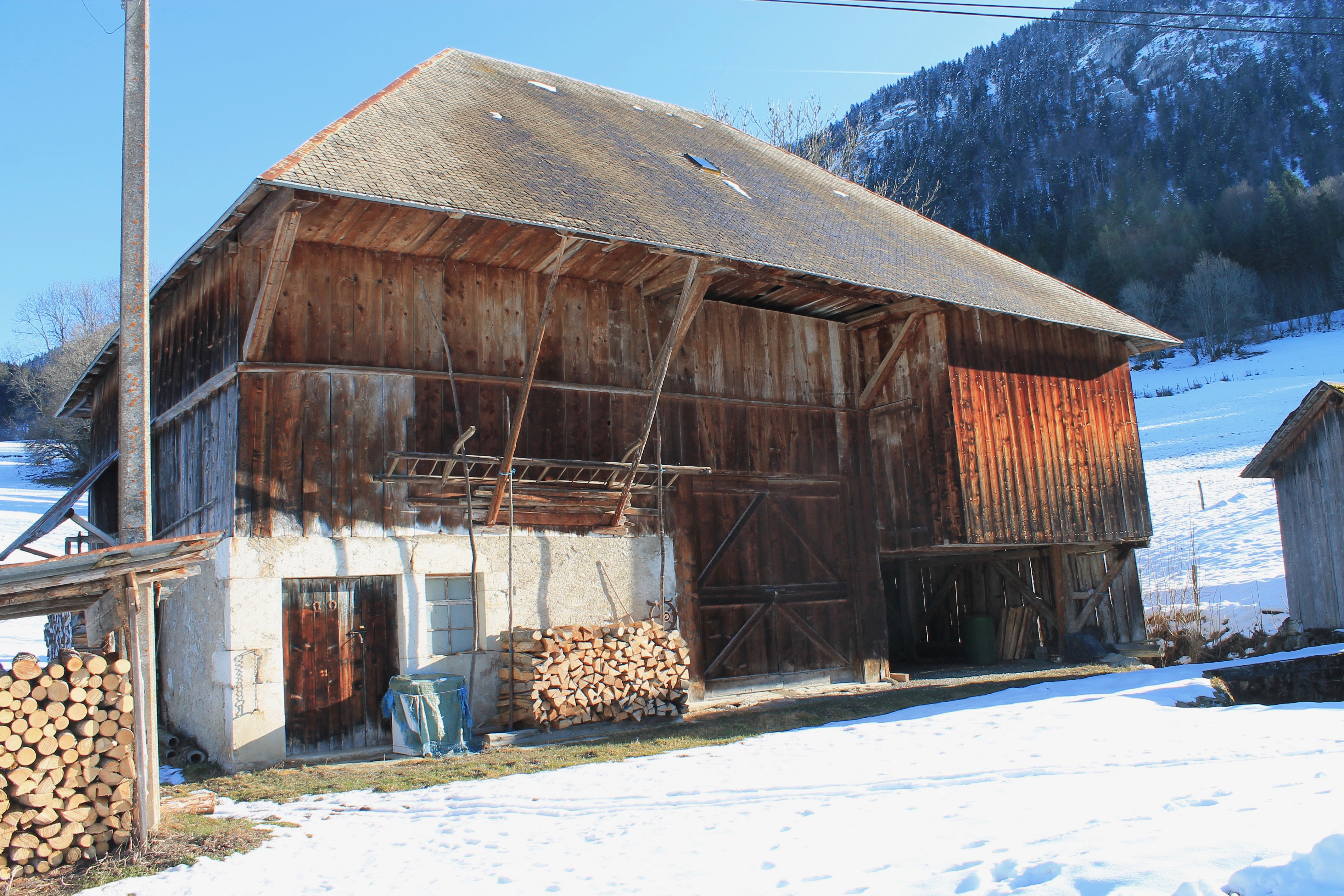
Ferme à Mont-Devant.

Le nom des habitants de la commune n'est pas fixé avant 2023. On peut trouver les formes Bellecombiens (Histoire des communes savoyardes, 1984) et Bellecombais, selon Félix Briot (Nouvelles études sur l'économie alpestre, 1907) ou encore le site sabaudia.org.
Une votation populaire, ouverte aux enfants scolarisés et aux non-nationaux de la commune, est organisée par la mairie, entre octobre et novembre 2023, afin de décider de la forme qui sera utilisée par la mairie. Les habitants ont le choix entre les formes suivantes : Bellecombois/Bellecomboise ; Bellecombais/Bellecombaise ; Bellacomban/Bellacombane ; Bellecombin/Bellecombine ; Bellecombinet/Bellecombinette et Bellecombet/Bellecombette. Le choix s'est porté sur le gentilé : Bellecombais / Bellecombaise.

L'évolution du nombre d'habitants est connue à travers les recensements de la population effectués dans la commune depuis 1793. Pour les communes de moins de 10 000 habitants, une enquête de recensement portant sur toute la population est réalisée tous les cinq ans, les populations de référence des années intermédiaires étant quant à elles estimées par interpolation ou extrapolation. Pour la commune, le premier recensement exhaustif entrant dans le cadre du nouveau dispositif a été réalisé en 2007.

En 2022, la commune comptait 760 habitants, en évolution de +14,11 % par rapport à 2016 (Savoie : +3,63 %, France hors Mayotte : +2,11 %).
| 1793 | 1800 | 1806 | 1822  | 1838  | 1848  | 1858  | 1861  | 1866  |
| ---- | ---- | ---- | ----- | ----- | ----- | ----- | ----- | ----- |
| 916  | 926  | 914  | 1 079 | 1 158 | 1 255 | 1 007 | 1 056 | 1 062 |

| 1872  | 1876  | 1881  | 1886 | 1891 | 1896 | 1901 | 1906 | 1911 |
| ----- | ----- | ----- | ---- | ---- | ---- | ---- | ---- | ---- |
| 1 077 | 1 053 | 1 000 | 965  | 974  | 974  | 964  | 984  | 884  |

| 1921 | 1926 | 1931 | 1936 | 1946 | 1954 | 1962 | 1968 | 1975 |
| ---- | ---- | ---- | ---- | ---- | ---- | ---- | ---- | ---- |
| 765  | 676  | 638  | 610  | 582  | 493  | 437  | 408  | 398  |

| 1982 | 1990 | 1999 | 2006 | 2007 | 2012 | 2017 | 2022 | - |
| ---- | ---- | ---- | ---- | ---- | ---- | ---- | ---- | - |
| 350  | 393  | 454  | 595  | 615  | 655  | 668  | 760  | - |

### Enseignement
La commune est rattachée à l'académie de Grenoble.

## Culture locale et patrimoine

### Lieux et monuments

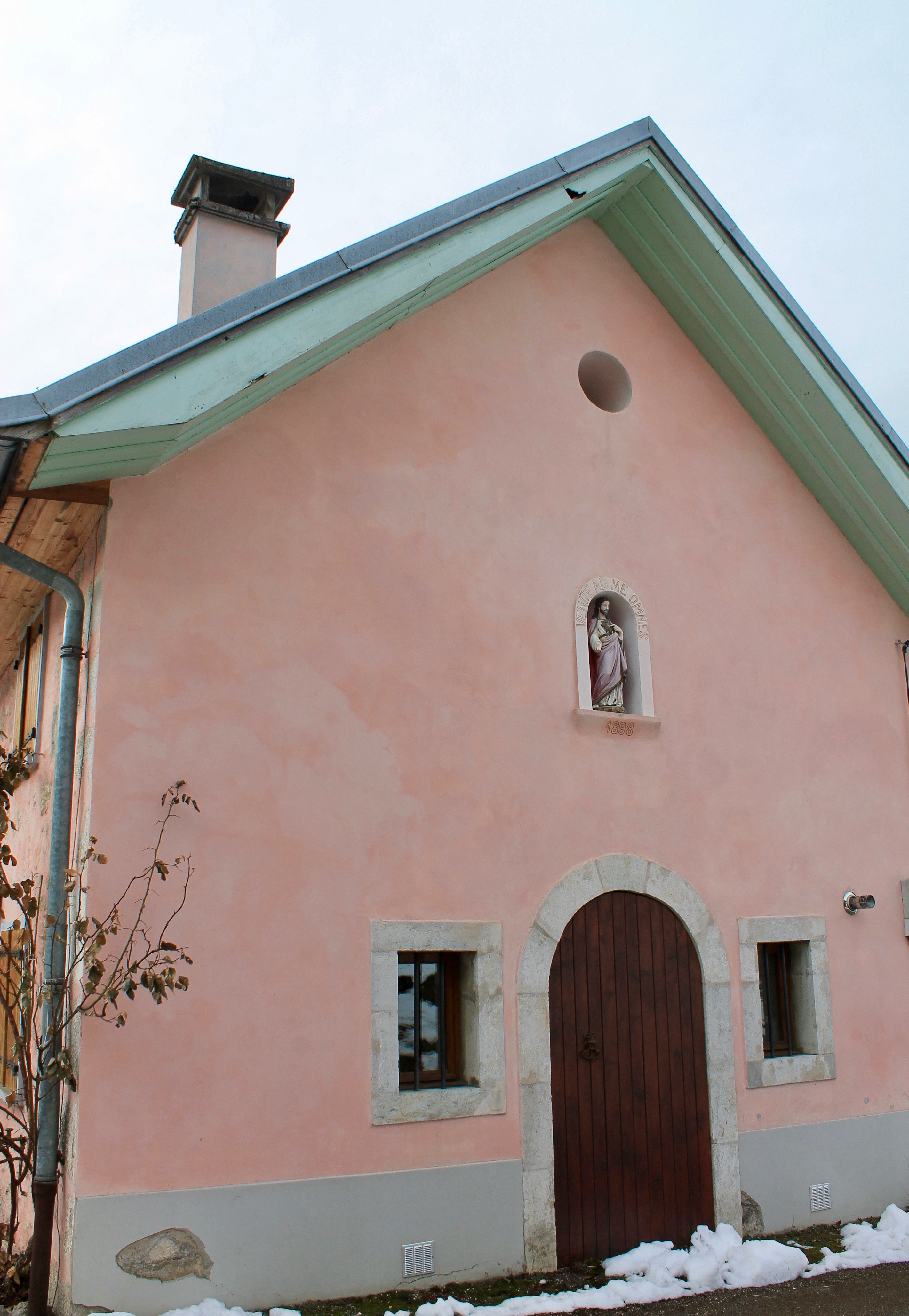
Chapelle des Saints-Guérin-Clair et François-de-Sales situé au Mont-Devant.
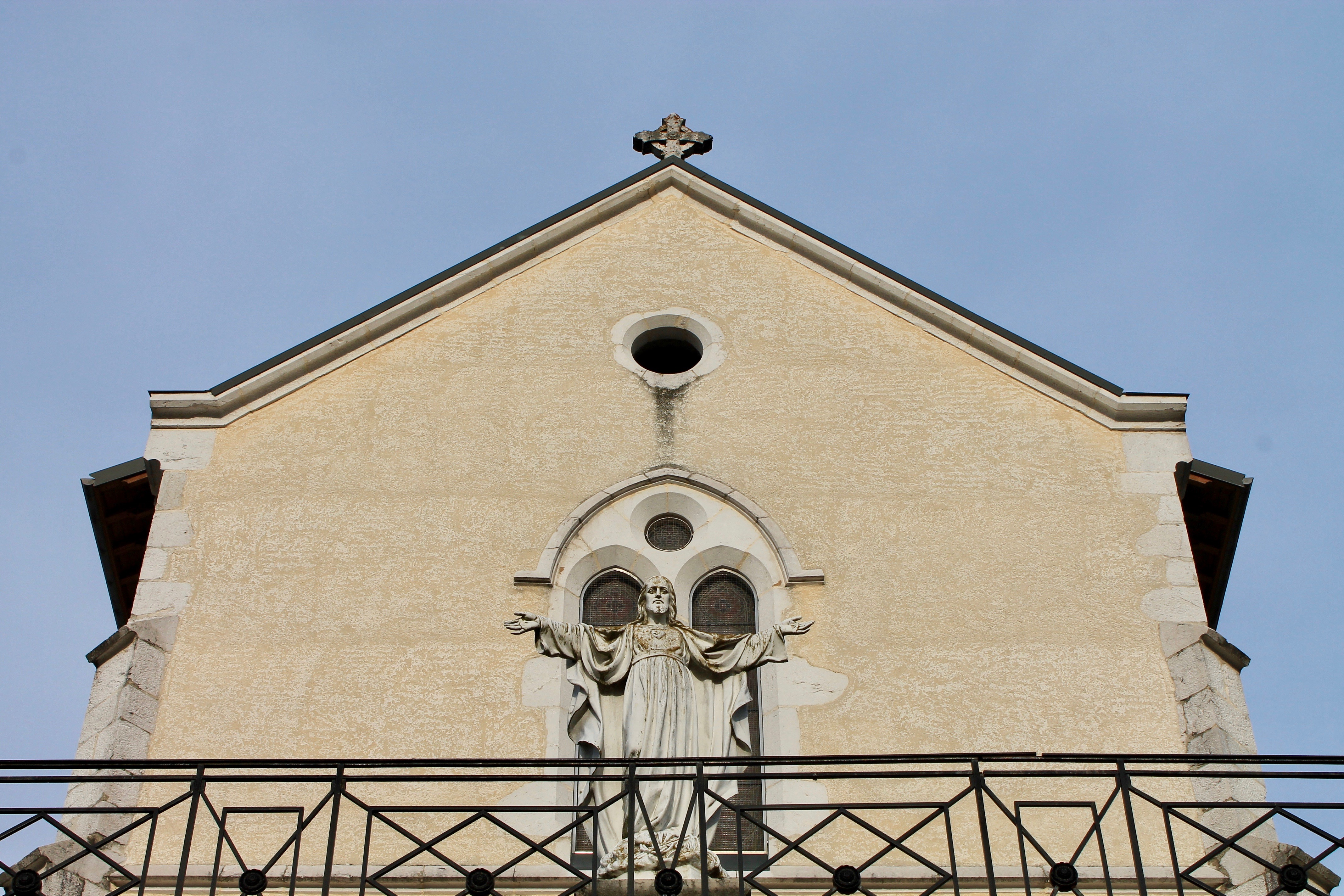
Façade de l'église Saint-Maurice.
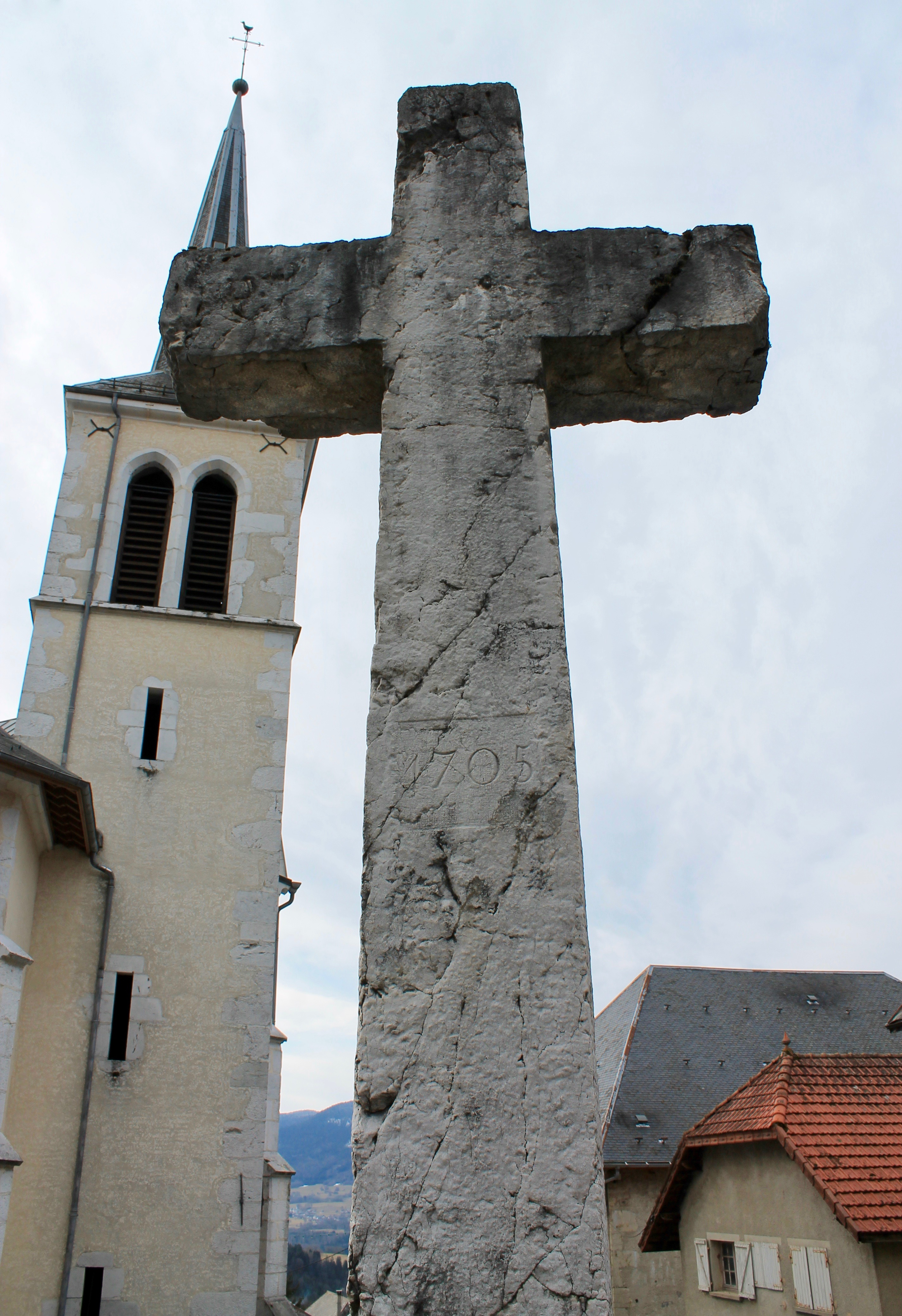
Clocher de l'église Saint-Maurice et croix en pierre de 1705.
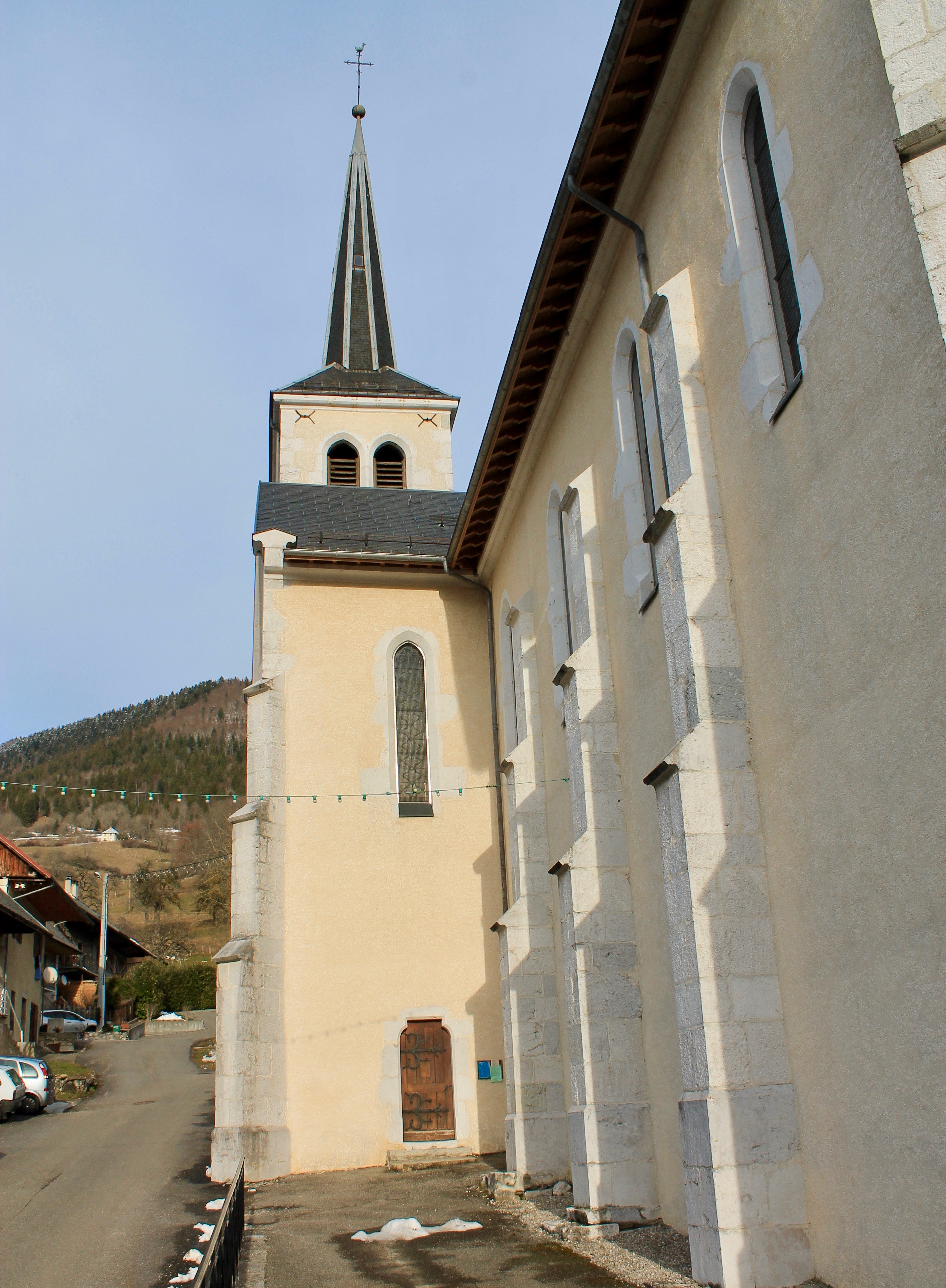
Clocher de l'église Saint-Maurice.

- Église paroissiale placée sous le patronage de saint Maurice. Le nouvel édifice, de style néogothique, est construit selon les plans de l'architecte mauriennais autodidacte Théodore Fivel (1828-1894), en 1865[24].
- Château de La Charnée ou Lacharniaz ; cité en 1492, il fut le centre de la seigneurie de la Charnée.
- Vestiges du manoir de Glapigny ; il en subsiste les assises dallées dans la forêt.
- Chapelles :
  - Chapelle de Saint-Pierre de Broissieux (XVe siècle)[25]
  - Chapelle des Saints-Guérin-Clair et François-de-Sales situé au Mont-Devant (Devenue habitation privée)[26]
- Croix, réalisée d'une seule pièce dans une pierre, portant la date de 1705, et le four à pain, situés au chef-lieu